# Tahoka (Texas)
Tahoka es una ciudad ubicada en el condado de Lynn en el estado estadounidense de Texas. En el Censo de 2010 tenía una población de 2673 habitantes y una densidad poblacional de 431,1 personas por km².

## Geografía
Tahoka se encuentra ubicada en las coordenadas 33°9′50″N 101°47′42″O / 33.16389, -101.79500. Según la Oficina del Censo de los Estados Unidos, Tahoka tiene una superficie total de 6.2 km², de la cual 6.17 km² corresponden a tierra firme y (0.54%) 0.03 km² es agua.

## Demografía
Según el censo de 2010, había 2673 personas residiendo en Tahoka. La densidad de población era de 431,1 hab./km². De los 2673 habitantes, Tahoka estaba compuesto por el 78.6% blancos, el 3.85% eran afroamericanos, el 1.46% eran amerindios, el 0.19% eran asiáticos, el 0% eran isleños del Pacífico, el 13.51% eran de otras razas y el 2.39% pertenecían a dos o más razas. Del total de la población el 49.68% eran hispanos o latinos de cualquier raza.